# شناور اثر سطحی

اکرانوپلان مدل کا-ام، موسوم به «هیولای دریای خزر» مجهز به ده موتور جت بزرگ‌ترین اکرانوپلانی است که تاکنون ساخته شده.

شناور اثر سطحی (به انگلیسی: Ground-effect vehicle)، اکرانوپلان (به روسی: Экраноплан) یا آب‌پیما شناورهای دریایی هستند که در ارتفاع کم نسبت به سطح آب پرواز می‌کنند.
اکرانوپلان نوعی وسیله نقلیه دریایی و پرنده است که با بهره‌گیری از اثر متقابل سطح با فاصله کمی از سطح آب و با سرعت بالا به پرواز درمی‌آید و روی بالشتکی از هوا بر فراز آب می‌خزد. سازمان بین‌المللی دریانوردی قایق پرنده را در زمره کشتی‌ها طبقه‌بندی کرده است.
اکرانوپلان از لحاظ ظاهری شبیه به هواپیماها است ولی بدنه آن مانند بدنه قایق‌های تندرو است. در دسته‌بندی شناورهای دریایی جزو شناورهای آیرودینامیک محسوب می‌شود. این اختراع برای اولین بار در شوروی سابق و در سال ۱۹۶۰ توسط آقای بوریسلاو الکسیو به ثبت رسید.
اکرانوپلان یکی از تسلیحات نامتعارف شوروی در جنگ سرد بود، برای نخستین بار به‌طور گسترده در نیروی دریایی شوروی بکار گرفته شد و یکی از اسرار مهم نظامی اتحاد شوروی به‌شمار می‌رفت، بطوریکه سرویس‌های اطلاعاتی ایالات متحده مدت‌ها در مورد ماهیت این ماشین‌های غول‌آسا دچار سردرگمی بودند.
واژه اکرانوپلان از ترکیب واژه «اکران» (به روسی: Экран) به معنای «سطح» و واژه «پلان» (به روسی: План) که بخشی از آئروپلان به معنای «هواپیما» است ساخته شده که اشاره به هواپیمایی دارد در نزدیکی یک سطح پرواز می‌کند. به اکرانوپلان «شناور اثر سطحی»، «وسیله نقلیهٔ اثر متقابل سطح»، «وسیله نقلیهٔ اثر متقابل زمین» (به انگلیسی: Ground Effect Vehicle) یا به اختصار GEV نیز گفته می‌شود.

## تاریخچه

اکرانوپلان کلاس لون مجهز به شش موشک‌انداز از موفقترین اکرانوپلانهای نیروی دریایی شوروی بود.

در دهه ۶۰ میلادی دفتر مرکزی طراحی هیدروفویل شوروی (ЦКБ СПК) با مدیریت راستیسلاو الکسییف مرکز اصلی طراحی و ساخت اکرانوپلان در شوروی به‌شمار می‌رفت. دولت نیکیتا خروشچف ارزش زیادی برای توانایی نظامی این وسیله نقلیه قائل بود و پشتیبانی مادی و معنوی مورد نیاز را برای توسعه فناوری اکرانوپلان در اختیار راستیسلاو الکسییف قرار می‌داد. حاصل کار این دفتر طراحی و ساخت مجموعه‌ای موفق از اکرانوپلانهای نظامی برای نیروی دریایی شوروی بود. از جمله این اکرانوپلان‌ها می‌توان به اکرانوپلان ۵۵۰ تُنی مدل کا-ام اشاره کرد که به هیولای دریای خزر مشهور است. این کشتی پرنده غول‌آسا می‌توانست ۱۰۰۰ سرباز را با سرعت زیاد و درست بالای سطح دریا به هر نقطه ساحلی در جهان منتقل نماید.
ساخت اکرانوپلان در شوروی با ارائه مدل‌های جدیدتر ادامه پیدا کرد. اکرانوپلان ترابری نظامی آ-۹۰ اورلیاناک با وزن ۱۲۵ تن و اکرانوپلان‌های موشک‌انداز کلاس لون با وزن ۴۰۰ تن از موفق‌ترین نمونه‌هایی بودند که به خدمت نیروی دریایی شوروی درآمدند. گونه‌ای از اکرانوپلان کلاس لون برای عملیات نجات دریایی نیز طراحی شد گرچه هیچگاه به مرحله تولید انبوه نرسید.
برنامه ساخت اکرانوپلان در شوروی برای پاسخ به نیاز نیروی دریایی این کشور برای ایجاد توانایی ترابری بسیار سریع نظامی بود. اکرانوپلان‌ها در پایگاه‌هایی در دریای خزر و دریای سیاه مستقر بودند و وزن آن‌ها در هنگام پرواز تا سقف ۵۵۰ تن نیز می‌رسید. توسعه فناوری اکرانوپلان مستقیماً توسط مارشال دمیتری اوستینوف وزیر دفاع اتحاد شوروی پشتیبانی می‌شد. حدود ۳۰ فروند اکرانوپلان مدل آ-۹۰ در دهه ۷۰ در پایگاه‌های نیروی دریایی شوروی در دریای سیاه و دریای بالتیک مستقر شده بودند. پس از مرگ مارشال اوستینوف، پشتیبانی و علاقه نسبت به توسعه برنامه اکرانوپلان کاهش یافت بطوریکه از سال ۱۹۸۵ به بعد تنها ۳ فروند آ-۹۰ تولید و وارد خدمت شدند، و تعداد اکرانوپلان‌های موشک‌انداز کلاس لون در پایگاه نیروی دریایی در کاسپیسک در سواحل دریای خزر به یک فروند کاهش داده شد.

### اکرانوپلان در آلمان
الکساندر لیپیش دانشمند آلمانی که در دوره جنگ جهانی دوم در صنایع نظامی هوافضایی آلمان بکار مشغول بود، پس از جنگ و در دهه ۱۹۶۰ نوعی اکرانوپلان با بال دلتاشکل معکوس طراحی کرد و یک نمونه از آن به نام X-112 ساخته و با موفقیت آزمایش شد. گرچه اکرانوپلان در آلمان هیچگاه به تولید انبوه نرسید، اما دانشگاه دوییسبورگ-اسن هنوز پژوهشکده‌ای برای تحقیق بر روی فناوری اکرانوپلان دارد.

### وضعیت کنونی

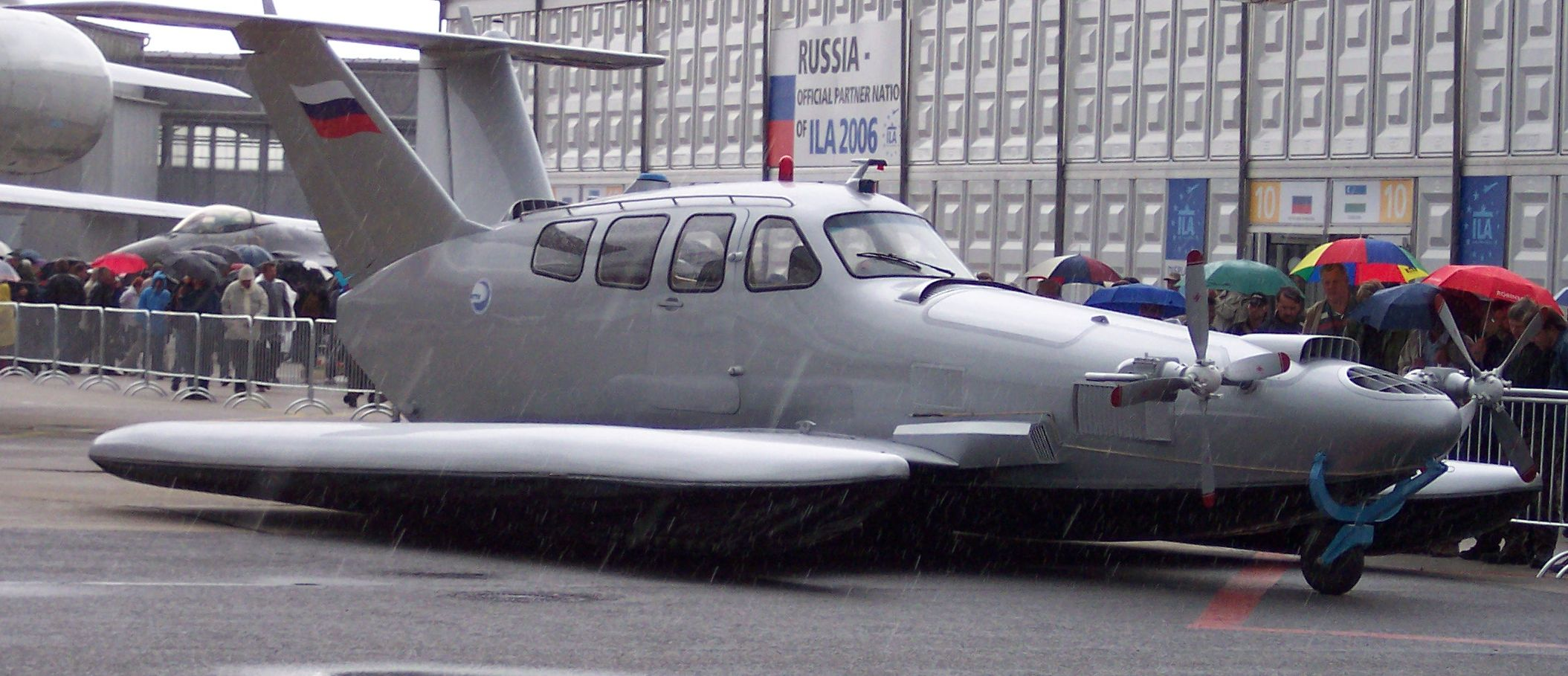
اکرانوپلان کوچک «آکواگلاید-۵»

از زمان فروپاشی اتحاد شوروی تاکنون، تولید اکرانوپلان در کارخانه کشتی‌سازی ولگا در نیژنی نووگورود ادامه دارد. بیشتر اکرانوپلان‌های تولید شده از اواخر دهه ۱۹۸۰ تاکنون در اندازه‌های متوسط و برای حمل مسافر یا استفاده‌های تفریحی ساخته شده‌اند. علاوه بر روسیه، شرکت‌هایی در آلمان، آمریکا، استرالیا، ژاپن، چین و تایوان به طراحی و تولید گونه‌های کوچک اکرانوپلان مشغولند. دفتر مرکزی طراحی هیدروفویل از سال ۱۹۸۵ گونه‌های کوچک اکرانوپلان با ظرفیت حمل ۸ سرنشین را ساخته و عرضه کرده است.

## طبقه‌بندی
یکی از مشکلاتی که توسعه فناوری اکرانوپلان در سطح بین‌المللی با آن مواجه است، عدم وجود طبقه‌بندی و چارچوب قانونی مشخص برای اینگونه شناورهای پرنده است. استفاده از قوانین ایمنی شناورهای سریع (مانند قایق‌های باله‌دار و قایق‌های دوبدنه) برای قایق پرنده توسط سازمان دریانوردی بین‌المللی در دست مطالعه است.
بر اساس طبقه‌بندی سازمان دریانوردی بین‌المللی، اکرانوپلان‌ها در یکی از سه کلاس زیر قرار می‌گیرند:
- گونه A: توانایی عملیاتی بدون استفاده از اثر متقابل زمین را ندارند.
- گونه B: برای انجام عملیات به اثر متقابل زمین نیاز دارند اما می‌توانند برای عبور از موانع، انرژی جنبشی (سرعت) را به انرژی پتانسیل (ارتفاع) و بالعکس تبدیل کنند.
- گونه C: هواپیماهایی که علاوه بر پرواز عادی می‌توانند از اثر متقابل زمین نیز برای خزش بر فراز سطح آب استفاده کنند.

بیشتر چارچوب‌های طراحی و ساخت اکرانوپلان در حال حاضر بر اساس چارچوب‌های اکرانوپلان گونه A روسی است. همچنین، این طبقه‌بندی تنها برای اکرانوپلانهایی بکار می‌رود که توانایی جابجایی ۱۲ نفر یا بیشتر را داشته باشند.

## اصول و طراحی[نیازمند منبع]

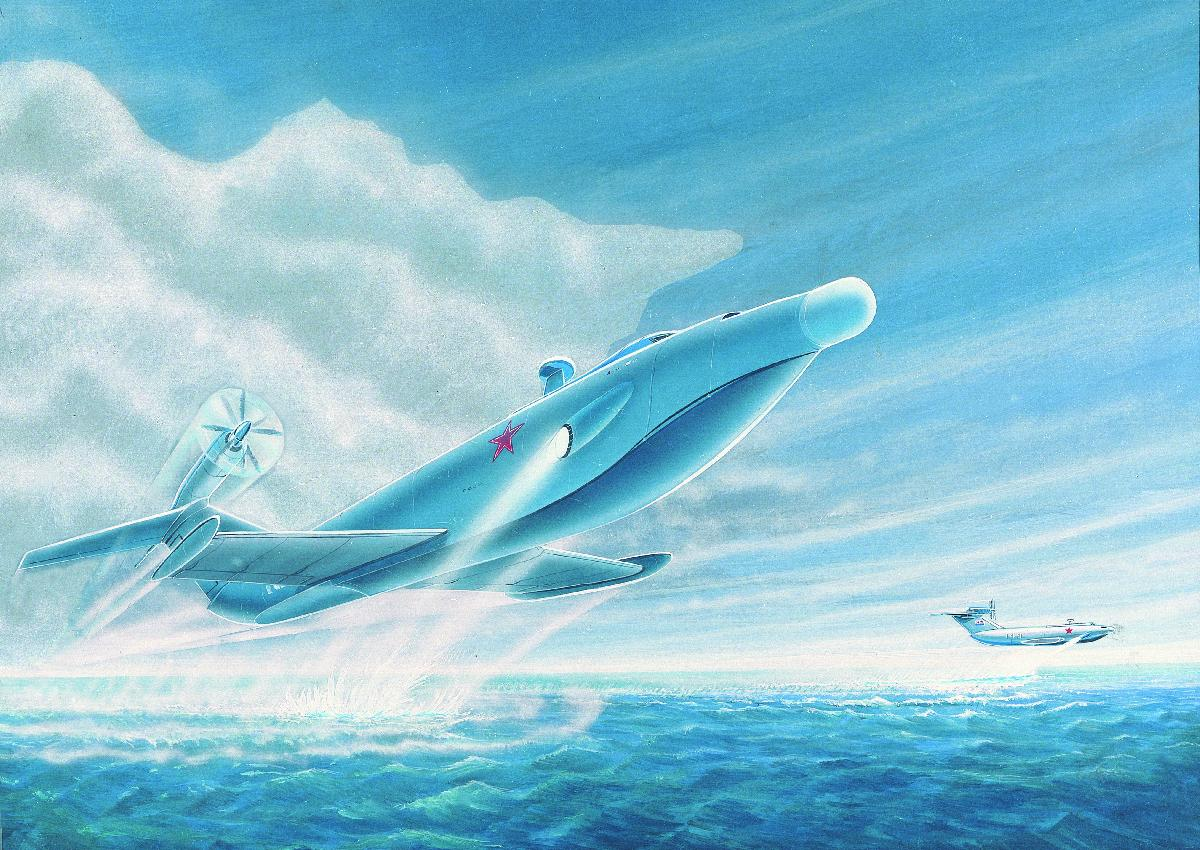
نمایی از قایق پرنده کلاس اورلان: حرکت جریان هوا زیر بالاها در این تصویر مشخص شده است.

اکرانوپلان برای ایجاد نیروی برا و پرواز نیاز به حرکت رو به جلو دارد که معمولاً توسط موتورهای نصب شده در بخش فوقانی بدنه تأمین می‌شود. دلیل اصلی استفاده از بال در اکرانوپلان، تلاش برای کاهش نیروی پسار ایجاد شده توسط نیروی برآر است. هرچه قایق پرنده نزدیک‌تر به سطح آب یا زمین حرکت کند، بازده آن بیشتر است.
در هواپیماها و وسایل نقلیه بالدار، حرکت جریان هوا از زیر و روی بال باعث افزایش فشار در زیر بال و کاهش فشار در بالای بال می‌شود. همین اختلاف فشار نیروی برآر را ایجاد کرده، به پرواز هواپیما کمک می‌کند. در همین حال، وقتی جریان‌های زیر و روی هوا در پشت بال به هم می‌رسند، جریان گردابی شکلی از هوا ایجاد می‌شود که باعث ایجاد نیروی پسار می‌شود که و به آن نیروی پسار ناشی از برآر گفته می‌شود. این نیروی پسار بخش عمده‌ای از کل نیروی پسار وارد شده به هواپیما را تشکیل می‌دهد. هرچه نسبت تناسب بال (نسبت طول به ضخامت بال) بیشتر باشد، نیروی پسای ناشی از برا کمتر خواهد بود. به همین دلیل است که گلایدرها به بالهایی بسیار بلند ولی نازک مجهزند.
هرچه بال به سطح آب یا زمین نزدیکتر باشد، اختلاف فشار زیر و روی بال بیشتر شده و نیروی برآر بیشتر خواهد شد. به عبارت دیگر، بالهایی که در نزدیکی سطح زمین یا آب حرکت می‌کنند از نظر بازده مانند بالهای بسیار دراز و نازکی هستند که در ارتفاعات بالاتر حرکت می‌کنند. به این ترتیب، بالهای کوتاه اکرانوپلان چون در ارتفاع بسیار پایین از سطح دریا بکار گرفته می‌شود، راندمان بسیار زیادی دارند.
برای افزایش بیشتر فشار هوا در بخش زیرین بالها، موتورهای بسیاری از اکرانوپلان‌ها در قسمت جلوی بدنه و با زاویه‌ای خاص نصب می‌شود بطوریکه هنگام کار هوای خروجی از موتور با فشار به زیر بالهای اکرانوپلان حرکت می‌کند و به ایجاد نیروی برای بیشتر کمک می‌کند.

### گونه‌های بال

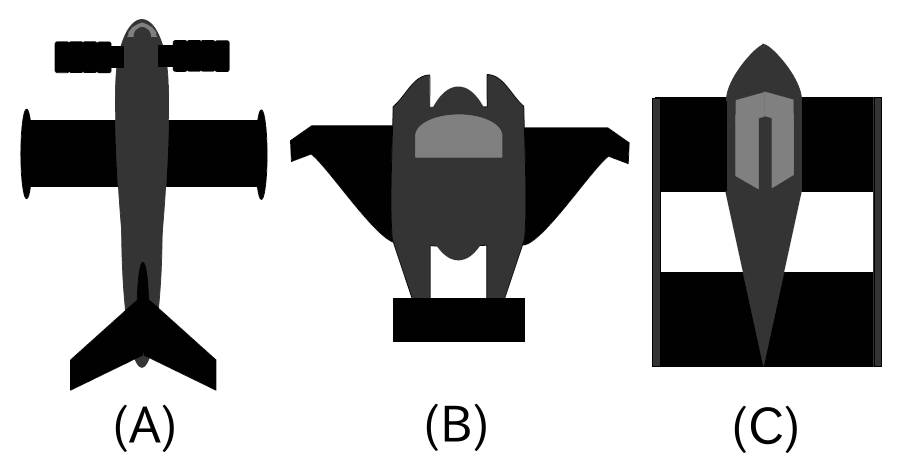
نمایی از سه روش طراحی بال در اکرانوپلانها

طراحی بال اکرانوپلان تاکنون در یکی از سه دسته زیر قرار دارد:
- (A) بال سنتی اکرانوپلان روسی: بال‌هایی که توسط راستیسلاو الکسییف طراحی شد. این بالها کوتاهند و در نیمه جلوی اکرانوپلان نصب می‌شوند. برای حفظ تعادل و ثبات، نیاز به باله‌های کوچکتری نیز هست که بر روی دم اکرانوپلان نصب می‌شوند. بالهای نصب شده روی دم معمولاً از سطح ارتفاع بیشتری دارند و تحت تأثیر اثر متقابل زمین نیستند.
- (B) بال دلتای معکوس: این گونه بالها نخستین بار توسط الکساندر لیپیش دانشمند آلمانی طراحی شدند و در دهه ۱۹۶۰ میلادی به‌طور محدود بر روی اکرانوپلانهای کوچک آزمایش شدند.
- (C) جفت بال: برخی اکرانوپلانها به دو بال مجهزن که هر دوی آن‌ها تحت تأثیر اثر متقابل زمین قرار دارند. این بالهای می‌توانند مانند هواپیماهای قدیمی دوباله بر روی هم قرار داشته باشند یا اینکه یکی پس از دیگری بر بدنه اکرانوپلان نصب شوند.

## برتری‌ها و کاستی‌ها
اکرانوپلان‌ها در مقایسه با هواپیماهایی که در ارتفاع پایین پرواز می‌کنند سوخت کمتری مصرف می‌کنند، چرا که پرواز در نزدیکی سطح آب باعث کاهش نیروی پسار ایجاد شده توسط نیروی برا می‌گردد. همچنین سرعت اکرانوپلان از کشتی‌هایی که دارای توان مشابه هستند بیشتر است.
اکرانوپلان با توجه به نزدیکی به سطح آب در مقایسه با هواپیما دارای ایمنی بیشتری است زیرا در صورت از کار افتادن موتورها، خطر سقوط مرگبار روی آب وجود ندارد. اما در عین حال در صورت از کار افتادن پیشرانه‌ها، اکرانوپلان توانایی کمی برای مانور و تغییر مسیر دارد و امکان تصادف آن با کشتی‌ها یا وسایل ترابری دیگری که در سطح آب و در نزدیکی آن قرار دارند وجود دارد.
اکرانوپلانهای نظامی دارای ویژگیهای مهم دیگری در مقایسه با کشتی‌ها و هواپیماهای نظامی هستند: به دلیل پرواز در ارتفاع پایین، اکرانوپلانها نه تنها از دید رادارها پنهانند، بلکه ابزار شنوایی زیرآبی نیز حرکت آن‌ها را ثبت نمی‌کنند. همچنین به علت خزیدن بالای سطح آب، اکرانوپلانها از گزند مین‌های دریایی نیز در امانند.